# Buschhäuschen
Buschhäuschen ist eine Ortslage in der bergischen Großstadt Wuppertal.

## Lage und Beschreibung
Buschhäuschen liegt auf einer Höhe von 226 m ü. NHN auf dem Nützenberg und liegt im Westen des heutigen Wohnquartiers Brill im Stadtbezirk Elberfeld-West. Benachbarte Ortslagen sind Am Krötelnfeld, Am Schaffstal, Hackland, Ottenbruch, Am Brill, Ochsenkamp, Vogelsaue, Auf dem Nützenberg und Briller Höhe.

## Geschichte
1815/16 lebten 28 Menschen an der Ortslage. Auf der Topographischen Aufnahme der Rheinlande von 1824 ist die Ortslage mit Buschhäusgen beschriftet.
1832 gehörte Buschhäuschen zur Hülsbecker Rotte des ländlichen Außenbezirks des Kirchspiels Elberfeld. Der laut der Statistik und Topographie des Regierungsbezirks Düsseldorf als Kotten kategorisierte Ort wurde als Am Buschhäuschen bezeichnet und besaß zu dieser Zeit ein Wohnhaus und zwei landwirtschaftliche Gebäude. Zu dieser Zeit lebten drei Einwohner im Ort, davon einer katholischen und zwei evangelischen Glaubens.
Spätestens 1914 wurde die Ortslage überbaut, als die Villa Schniewind 1914–1915 für Hans Schniewind erbaut wurde.